# Сангуїнетто
Сангуїнетто, Санґуїнетто (італ. Sanguinetto, вен. Sanguiné) — муніципалітет в Італії, у регіоні Венето,  провінція Верона.
Населення — 4121 особа (2014).

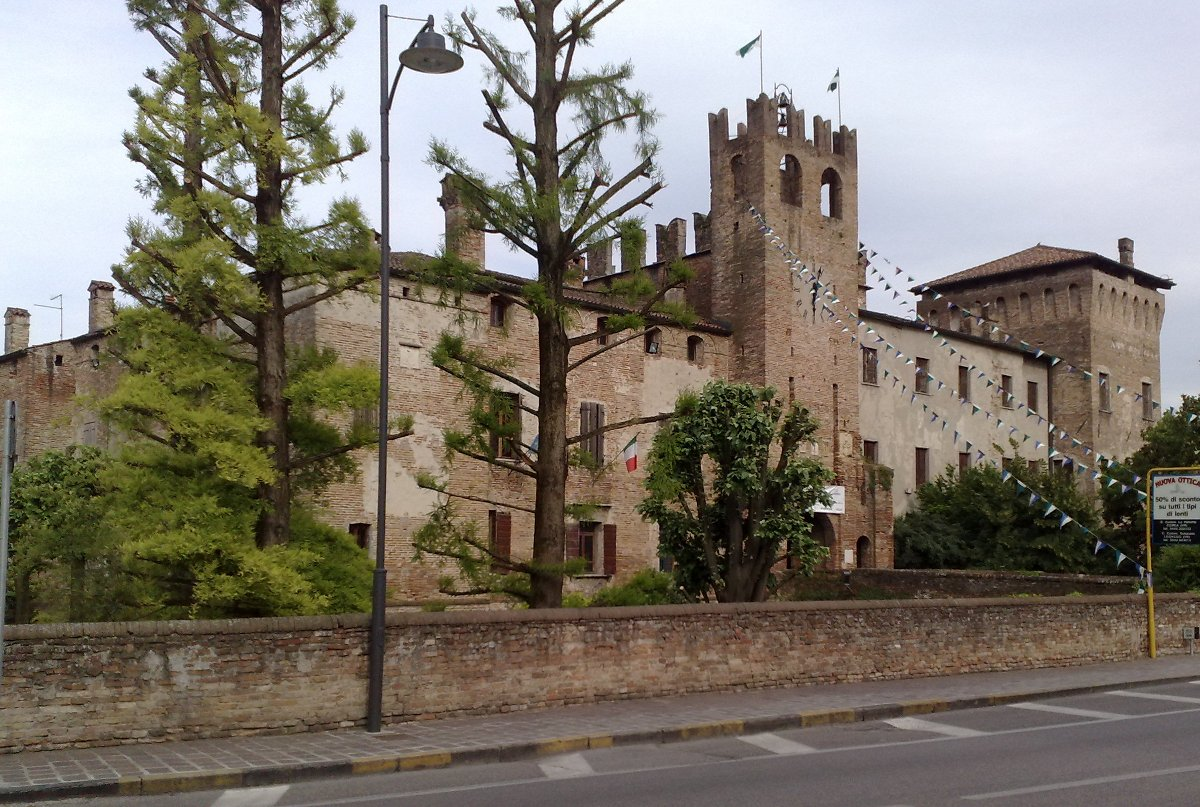

Щорічний фестиваль відбувається 24 квітня. Покровитель — святий Юрій.

## Демографія
Населення за роками:

Станом на 1 січня 2023 року в муніципалітеті офіційно проживало 606 іноземців з 31 країни, серед них 145 громадян країн Євросоюзу та 38 громадян України.

## Уродженці
- Джино Півателлі (*1933) — відомий у минулому італійський футболіст, нападник, згодом — футбольний тренер.

## Сусідні муніципалітети
- Казалеоне
- Череа
- Конкамаризе
- Гаццо-Веронезе
- Ногара
- Саліццоле